# Vašingtonija
Vašingtonija (lat. Washingtonia), maleni biljni rod iz porodice palmovki kojemu pripadaju svega dvije vrste, ali danas raširena po mnogima krajevima u svijetu.

## Vrste
1. Washingtonia filifera (Rafarin) H.Wendl. ex de Bary
2. Washingtonia robusta H.Wendl.